# Jimmie Wilson (Sänger)

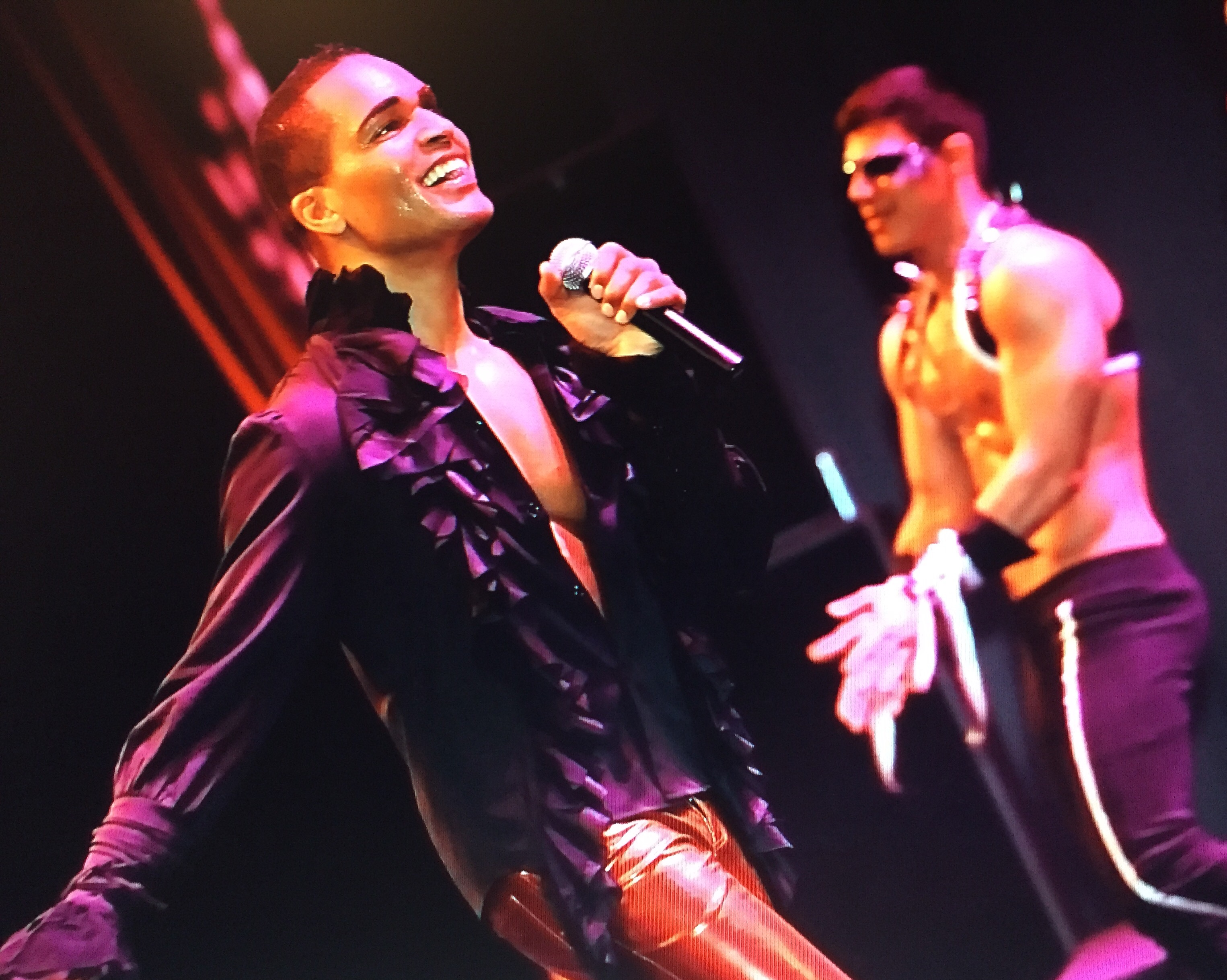
Jimmie Wilson (2015)

Jimmie Wilson ist ein US-amerikanischer Sänger und Musicaldarsteller.

## Leben und Wirken
Am 12. März 2017 wurde bekannt gegeben, dass Wilson gemeinsam mit Valentina Monetta am Eurovision Song Contest 2017 mit dem Lied Spirit of the Night für San Marino antreten wird. Monetta hatte zuvor bereits an den Eurovision Song Contests der Jahre 2012, 2013 und 2014 teilgenommen. Nach der Teilnahme im zweiten Halbfinale konnte sich das Duo allerdings nicht für das Finale qualifizieren.
Wilson, der aus Detroit stammt und in Deutschland lebt, hatte zuvor schon Auftritte zusammen mit Künstlern wie Seal, Lionel Richie, The Weather Girls und DJ BoBo und wirkte im Musical Sisterella oder als Barack Obama in Hope! – Das Obama Musical mit.

## Diskografie

### Alben
- 2017: So Damn Beautiful

### Singles
- 2014: Summer Time (Burak Yeter feat. Jimmie Wilson)
- 2014: No More (Divided Souls, Le Alen and Samuri feat. Jimmie Wilson)
- 2014: We Can Touch the Sky (DJ Andi feat. Jimmie Wilson)
- 2015: You’re the One (Miss Model of the World)
- 2016: The Color Red
- 2017: Spirit of the Night (mit Valentina Monetta)
- 2017: So Damn Beautiful